# Клеопов, Юрий Дмитриевич
Юрий Дмитриевич Клеопов (1902—1943) — советский ботаник, фитогенетик, геоботаник, флорист и систематик.

## Биография

### Довоенные годы
Юрий Дмитриевич Клеопов родился 9 (22) августа 1902 года в Городище на территории Киевской губернии, детство провёл в селе Великая Яблоновка. Отец — Дмитро Степура, учившийся на врача в Киевском Императорском университете Св. Владимира, впоследствии работавший школьным учителем и, позднее, ставший священником под именем Дмитрия Клеопова, в 1919 (или 1921) году расстрелян. Мать, Александра Васильевна Татарова-Клеопова, умерла в 1944 году.
Учился Юрий Дмитриевич в Смелянской гимназии, в 1920 году поступил в Высший институт народного образования им. М. Драгоманова в Киеве. Там он посещал лекции таких известных учёных, как А. В. Фомин, Н. Г. Холодный, А. А. Яната, И. И. Шмальгаузен, В. И. Лучицкий, П. А. Тутковский и В. В. Дубянский. С 1922 года Клеопов входил в Украинское ботаническое общество. После окончания ВИНО в 1924 году Клеопов преподавал в Киевской губернской советской партийной школе. Затем он стал аспирантом в Киевском ботаническом саду Киевского университета. С 1925 года также преподавал в Военно-политической школу УВО, с 1927 — в Киевском сельскохозяйственном институте.
В 1929 году Клеопов стал научным сотрудником Ботанического кабинета Украинской академии наук, в 1930 году — кандидатом биологических наук. С 1934 года он был профессором.
Был женат на Евгении Тимофеевне Полонской. В 1935 году Клеопов из-за проблем в Киевском лесном институте, в котором он работал, переехал в Харьков, где стал профессором и заведующим Кафедрой геоботаники и систематики высших растений Харьковского университета, а жена, получившая хорошо оплачиваемую работу в Киевском университете осталась в Киеве. После нескольких лет ожидания Клеопов развёлся с ней и женился на своей бывшей ученице Екатерине Сергеевне Домонтович.

### Годы войны и смерть
22 октября 1941 года Клеопов должен был быть эвакуирован из прифронтового Харькова вместе с ректором Харьковского университета А. В. Сазоновым, секретарём партийного бюро В. Н. Петровым и доцентами биологического факультета И. Ф. Андреевым и В. М. Масловским, однако в последний момент решил остаться в городе с женой и сыном. 24 октября Харьков был оккупирован.
15 января 1942 года Клеопов прибыл в Киев. Оказавшись под защитой немецкого ботаника Генриха Вальтера, впоследствии поспособствовавшего известности Клеопова за рубежом, он стал украинским директором Института ботаники. Клеопов со своей бывшей женой работали вместе с немецкими учёными в оккупированном городе.
Весной 1943 года Клеопов был доставлен в больницу в Смеле с сильной головной болью. Там он впал в кому и через несколько дней скончался. Причины смерти Клеопова не установлены, возможно, он умер от передозировки хинина, которым лечили малярию.

### После смерти
Евгения и её сын Лев вместе с Екатериной и сыном Алексеем Клеоповы были эвакуированы в Германию, где жили вместе. Евгения Полонская-Клеопова впоследствии эмигрировала в США, а Екатерина Домонтович-Клеопова вернулась на Украину.
Имя Ю. Д. Клеопова длительное время оставалось в СССР под запретом из-за его научного сотрудничества с немцами, даже на гербарных образцах в Институте ботаники им. Н. Г. Холодного вместо его имени стоит восклицательный знак. Лишь в 1990 году его книга «Анализ флоры широколиственных лесов европейской части СССР», которую он готовил в качестве докторской диссертации, была издана на языке-оригинале. Усилие к этому приложила его ученица, профессор Дарья Никитична Доброчаева. Ранее рукопись была использована Генрихом Вальтером для издания собственной монографии.
К столетию со дня рождения Юрия Клеопова была приурочена конференция, организованная Институтом ботаники им. Н. Г. Холодного, Украинским фитосоциологическим центром и Украинским ботаническим обществом. На ней Клеопов был представлен как виднейший деятель украинской ботаники XX века.

## Научные публикации
Наибольшая часть публикаций Клеопова была опубликована в ботанических журналах 1920-х и 1930-х годов и в настоящее время являются библиографической редкостью.
- Клеопов, Ю. Д. Анализ флоры широколиственных лесов Европейской части СССР / отв. ред. Д. Н. Доброчаева. — Киев: «Наукова Думка», 1990. — 352 с. — ISBN 5-12-000800-3.